# Roberto Santiago
Roberto Santiago (Madrid, 1968) és un director de cinema, guionista, dramaturg i escriptor espanyol.

## Biografia
Va estudiar Imatge i So a la Universitat Complutense, i creació literària a l'Escuela de Letras de Madrid.
Va dirigir el seu primer curtmetratge el 1999, Ruleta, presentada en la secció oficial del Festival de Canes; per a seguir el 2001 amb Hombres felices, estrenada al Festival de Màlaga. El 2005 va estrenar El penalti más largo del mundo, nominat al Goya al millor guió adaptat i amb més d'un milió d'espectadors en sales d'arreu d'Espanya. El 2007, dirigí El club de los suicidas, basada en la novel·la de Robert Louis Stevenson i el 2009 Al final del camino filmada íntegrament en el camí de Sant Jaume. El 2010, va continuar amb ' ¿Estás ahí?, basada en l'obra homònima de Javier Daulte i per acabar, el 2011 amb El sueño de Iván, una pel·lícula estrenada en diversos països de parla hispana, i apadrinada per Unicef pels seus valors amb la infància. En 2014 va estrenar la seva pel·lícula Solo para dos, una coproducció entre Espanya, l'Argentina i Veneçuela. Aquest mateix any va rodar La cosecha, una comèdia de terror independent que ha guanyat premis en diversos festivals com Oregon o Long Island.
Ha estat guionista de totes les seves pel·lícules, a més de El juego de la verdad, El diario de Carlota i El arte de robar. Així com guionista de la pel·lícula Els Futbolísimos basada en la seva pròpia novel·la.
En televisió, on va fer els seus primers passos com a guionista de programes d'humor, va dirigir les dues temporades de la sèrie El síndrome de Ulises (Antena 3)
En teatre va escriure Share 38 (Premi Enrique Llovet 2000), Desnudas (accésit Premi Sgae 2002), i La felicidad de las mujeres 2008, Decir que no (2013), El lunar de Lady Chatterley (2014), i Topos, basat en fets reals (2015), així com les adaptacions d' El otro lado de la cama (Premi T de teatre com a autor revelació), i de Perversiones sexuales en Chicago (David Mamet), i Más apellidos vascos.
Com a escriptor ha publicat diversos llibres juvenils i infantils, entre els quals destaca Los Protectores (Premi El Vaixell de Vapor 2016) Jon y la máquina del miedo (Premio Edebé de Literatura Infantil y Juvenil 1999), la col·lecció d' El Mundo según Claudio (Premi Internacional de Formats 2000), El ladrón de mentiras (Editorial SM), o les més recents El sueño de Iván (Editorial SM, 2011), Alexandra y las siete pruebas (Editorial Edebé, 2012), i "Bajo el Fuego de las balas pensaré en ti" (Edebé), i la col·lecció "Los Forasteros del Tiempo" (Editorial SM)
La seva col·lecció de novel·les de futbol i intriga Els futbolíssims (SM), s'ha convertit en un fenomen editorial, sent una de les col·leccions de Literatura Infantil més venuda a Espanya en els últims anys. Ha estat traduïda a diversos idiomes, entre ells, el català.
Ana (Editorial Planeta) és la seva primera novel·la per a adults. Un thriller de recerca judicial protagonitzat per Ana Tramel, una advocada controvertida que torna als tribunals per a defensar al seu germà, acusat d'assassinar al director del casino de Robredo. Ha estat traduïda a diversos idiomes i publicada en diversos països (França, Itàlia, Polònia, etc).
El 2021 inicia un projecte excepcional: el multivers SUPERHEROIS (Estrella Polar). Quatre col·leccions independents (Els Onze, Les Princeses Rebels, Els Gamers Pirates i Esquadró K) on els protagonistes són nens i nenes que en complir 11 anys desenvolupen superpoders.

## Filmografia
- Los Futbolísimos (guionista) (2018)
- La cosecha (2014)
- Solo para dos (2014)
- ¿Estás ahí? (2011)
- El diario de Carlota (guionista) (2010)
- Al final del camino (2009)
- El arte de robar (guionista) (2008)
- El club de los suicidas (2007)
- El penalti más largo del mundo (2005)
- El juego de la verdad (guionista) (2005)
- Hombres felices (2001)
- El sueño de Iván (2011) 2009

## Llibres
- El ladrón de mentiras (1996)
- El último sordo (1997)
- Prohibido tener catorce años (1998)
- El empollón, el gafotas, el cabeza cuadrada y el pelmazo (1999)
- Jon y la máquina del miedo (1999)
- Cuentatrás (2000)
- Dieciocho inmigrantes y medio (2002)
- Pat Garret y Billy el niño nunca tuvieron novia (2003)
- Poderes sobrenaturales (2004)
- El sueño de Iván (2010)
- Alexandra y las siete pruebas (2012)
- Els Futbolíssims. El misteri dels àrbitres adormits (2013)
- Els Futbolíssims. El misteri dels set gols en pròpia porta (2013)
- Els Futbolíssims. El misteri del porter fantasma (2013)
- Bajo el fuego de las balas pensaré en ti (2014)
- Els Futbolíssims. El misteri de l'ull de falcó (2014)
- Els Futbolíssims. El misteri del robatori impossible (2014)
- Els Futbolíssims. El misteri del castell embruixat (2015)
- Els Futbolíssims. El misteri del penal invisible (2015)
- Els Forasters del temps. L'aventura dels Ballbona al Far West (2015)
- Segundas partes. Hansel y Gretel: El retorno de la bruja (2015)
- Segundas partes. El patito feo y sus fieles seguidores (2015)
- Segundas partes. Caperucita Roja: ¿Dónde está el lobo feroz? (2016)
- Segundas partes. La bella durmiente: otro desplante al hada (2016)
- Els Futbolíssims. El misteri del circ de foc (2016)
- Los Forasteros del tiempo. La aventura de los Balbuena y el último caballero (2016)
- Los Protectores (2016)
- Els Futbolíssims. El misteri de la pluja de meteorits (2016)
- Els Futbolíssims. El misteri del tresor pirata (2016)
- Los Forasteros del tiempo. La aventura de los Balbuena en el Imperio Romano (2017)
- Els Futbolíssims. El misteri del dia de los innocents (2017)
- Ana (2017)
- Los Futbolísimos. El misterio del Obelisco mágico (2017)
- Los Forasteros. La aventura de los Balbuena en el galeón pirata (2017)
- Los Futbolísimos. El misterio del jugador número 13 (2018)
- Los Forasteros. La aventura de los Balbuena y el pequeño gánster (2009)
- Los Futbolísimos. El misterio de la tormenta de arena (2018)
- Los Futbolísimos. El misterio de las 101 calaveras (2019)
- Los Forasteros. La aventura de los balbuenas y los dinosaurios (2019)

## Teatre
- Share 38 (2000)
- Desnudas (2002)
- El otro lado de la cama (adaptació; 2004)
- La felicidad de las mujeres (2008)
- Perversiones sexuales en Chicago (adaptació; 2010)
- Decir que no (2013)
- El lunar de Lady Chatterley (2014)
- Más apellidos vascos (2015)
- Topos, basado en hechos reales (2015)
- Adolescer 2055 (2015)
- Los Futbolísimos. El musical. (2018)

## Nominacions
Premis Goya
| Any  | Categoria           | Pel·lícula                     | Resultat |
| ---- | ------------------- | ------------------------------ | -------- |
| 2006 | Millor guió adaptat | El penalti más largo del mundo | Nominat  |